# Konklavet 2013
Konklavet 2013 eller Pavevalget 2013 kom til at vare to dage (12.-13. marts). Konklavet skulle vælge afløseren til Pave Benedikt 16., den første pave siden 1415 der forlod posten inden sin død. Efter fem afstemninger havde man valgt ærkebiskoppen i Buenos Aires Jorge Mario Bergoglio til ny pave. Han tog efterfølgende pavenavnet Frans.

## Kandidater
Der var ikke en klar favorit til at tage over efter Benedikt 16., i hvert fald hvis man skulle tro flere internationale netmedier.
Kardinaler som blev nævnt som bud på en ny pave:
- Kardinal Peter Kodwo Appiah Turkson - Ghana 64
- Ærkebiskop Angelo Scola - Italien 71
- Kardinal Marc Ouellet  - Canada 68
- Ærkebiskop Angelo Bagnasco - Italien 70
- Kardinal Tarcisio Bertone - Italien 78
- Kardinal Leonardo Sandri - Argentina 69
- Kardinal Francis Arinze - Nigeria 80
- Kardinal Gianfranco Ravasi - Italien 70
- Kardinal Péter Erdő - Ungarn 60
- Ærkebiskop Odilo Pedro Scherer - Brasilien 63
- Ærkebiskop Christoph Schönborn - Østrig 68
- Kardinal Oscar Rodriguez Maradiaga - Honduras 70

## Kardinalelektorer
Der var 115 kardinaler med stemmeret i valget af det næste katolske overhoved. Gennemsnitsalderen i konklavet er over 70 år. Alle kardinalerne der har ret til at stemme skal være under 80 år, yngst er Isaac Cleemis Thottunkal fra Indien, som er 53 år.

## Pave Frans
Kl. 19:05 den 13. marts, efter den femte afstemning i alt, steg hvid røg til vejrs fra det Sixtinske Kapel, som tegn på at konklavet havde valgt ærkebiskoppen i Buenos Aires Jorge Mario Bergoglio til ny pave. Bergolgio er den første latinamerikanske pave og den første ikke-europæiske pave i 1200 år. Han vil blive kendt under navnet Pave Frans. Han blev udråbt med ordene »Habemus Papam« - Vi har en ny pave, af den franske kardinal Jean-Louis Tauran, på balkonen over Peterskirkens indgang. Bergoglio var ikke blandt favoritterne, men var regnet som outsider. Han var nævnt flere steder. Det skyldes især, at han var tæt på at blive pave ved det foregående pavevalg 2005, hvor han angiveligt fik næstflest stemmer.